# EVV Eindhoven in het seizoen 1954/55
Het seizoen 1954/1955 was het eerste jaar in het bestaan van de Eindhovense betaaldvoetbalclub Eindhoven. De club kwam uit in de Eerste klasse D en eindigde in de reguliere competitie op de eerste plaats. Dit hield in dat er om het voetbalkampioenschap van Nederland gestreden mocht worden. Na een competitie van zes wedstrijden werd de vierde plaats behaald. Dit betekende dat de club in het nieuwe seizoen uitkwam op het hoogste voetbalniveau.

## Wedstrijdstatistieken

### Eerste klasse D(afgebroken)
|       | ADO | Bleijerheide | Brabantia | D.F.C. | Emma  | Feijenoord | Juliana | LONGA | MVV | NOAD  | Sparta | SVV   |
| ----- | --- | ------------ | --------- | ------ | ----- | ---------- | ------- | ----- | --- | ----- | ------ | ----- |
| Thuis | –   | –            | –         | –      | –     | 2 – 1      | 2 – 3   | 2 – 2 | –   | –     | 1 – 3  | –     |
| Uit   | –   | 0 – 2        | 0 – 2     | –      | 3 – 0 | –          | –       | –     | –   | 2 – 5 | –      | 3 – 0 |

### Eerste klasse D
|       | AGOVV | Ajax  | Be Quick | BVV   | D.F.C. | De Graafschap | HVC   | RBC   | Sportclub Enschede | De Volewijckers | VSV   | VVV   | Xerxes |
| ----- | ----- | ----- | -------- | ----- | ------ | ------------- | ----- | ----- | ------------------ | --------------- | ----- | ----- | ------ |
| Thuis | 2 – 0 | 2 – 2 | 4 – 0    | 1 – 0 | 3 – 1  | 3 – 0         | 3 – 0 | 1 – 2 | 3 – 2              | 6 – 1           | 3 – 1 | 3 – 1 | 6 – 2  |
| Uit   | 1 – 3 | 1 – 1 | 1 – 2    | 1 – 1 | 2 – 3  | 1 – 0         | 0 – 3 | 0 – 0 | 1 – 2              | 1 – 0           | 1 – 1 | 4 – 0 | 0 – 3  |

#### Kampioenscompetitie
| Wedstrijd 1                                                                                         | Willem II                              | 2 – 0 (1 – 0) | Eindhoven                                                             |
| 2 juli 1955 Plaats: Tilburg Gemeentelijk Sportpark Toeschouwers: 19.000 Scheidsrechter: Piet Roomer | Piet de Jong 15' Sjel de Bruyckere 87' |               |                                                                       |
| Wedstrijd 2                                                                                         | Eindhoven                              | 1 – 1 (0 – 1) | PSV                                                                   |
| 6 juli 1955 Plaats: Eindhoven Aalsterweg Toeschouwers: 23.000 Scheidsrechter: Jan Bronkhorst        | Jan Louwers 53'                        |               | 14' Piet Fransen                                                      |
| Wedstrijd 3                                                                                         | NAC                                    | 2 – 3 (0 – 1) | Eindhoven                                                             |
| 9 juli 1955 Plaats: Breda Beatrixstraat Toeschouwers: 14.000 Scheidsrechter: Joop Martens           | Leo Canjels 85' Kees Bruyninckx 88'    |               | 41', 54' Jan Louwers 79' Willy Schmidt                                |
| Wedstrijd 4                                                                                         | Eindhoven                              | 2 – 5 (2 – 1) | NAC                                                                   |
| 13 juli 1955 Plaats: Eindhoven Aalsterweg Toeschouwers: 18.000 Scheidsrechter: Klaas Schipper       | Frans van Kemenade 26' Dick Snoek 33'  |               | 19', 47', 64', 67', 68' Louis Overbeeke                               |
| Wedstrijd 5                                                                                         | PSV                                    | 1 – 1 (0 – 0) | Eindhoven                                                             |
| 16 juli 1955 Plaats: Eindhoven Philips Stadion Toeschouwers: 15.000 Scheidsrechter: Bertus Ausum    | Cor Smulders 76'                       |               | 49' Jan Louwers                                                       |
| Wedstrijd 6                                                                                         | Eindhoven                              | 2 – 3 (2 – 2) | Willem II                                                             |
| 20 juli 1955 Plaats: Eindhoven Aalsterweg Toeschouwers: 17.000 Scheidsrechter: Leo Horn             | Jan Louwers 17', 32'                   |               | 12' (e.d.) Frans van Tuijl 14' Toon Becx 52' (e.d.) Lambert van Tuijl |

## Statistieken Eindhoven 1954/1955

### Eindstand Eindhoven in de Nederlandse Eerste klasse D 1954 / 1955
| Stand | Gespeeld | Gewonnen | Gelijk | Verloren | Punten | Doelpunten voor | Doelpunten tegen |
| ----- | -------- | -------- | ------ | -------- | ------ | --------------- | ---------------- |
| 1e    | 26       | 17       | 5      | 4        | 39     | 59              | 26               |

### Eindstand Eindhoven in de Nederlandse Eerste klasse D 1954 / 1955 (afgebroken)
| Stand | Gespeeld | Gewonnen | Gelijk | Verloren | Punten | Doelpunten voor | Doelpunten tegen |
| ----- | -------- | -------- | ------ | -------- | ------ | --------------- | ---------------- |
| 8e    | 9        | 4        | 1      | 4        | 9      | 16              | 17               |

### Topscorers
| #      | Naam               | Goal |
| ------ | ------------------ | ---- |
| 1.     | Jan Louwers        | 15   |
| 2.     | Willy Schmidt      | 11   |
| 3.     | Dick Snoek         | 8    |
| 4.     | Frans van Kemenade | 6    |
| 4.     | Cor Vlemmix        | 6    |
| 6.     | Piet van Rooij     | 4    |
| 7.     | Toon Feijen        | 3    |
| 7.     | Wim Lubse          | 3    |
| 9.     | Wim Verhoeven      | 2    |
| 10.    | Martin Gorissen    | 1    |
| Totaal | Totaal             | 59   |

| #      | Naam               | Goal |
| ------ | ------------------ | ---- |
| 1.     | Jan Louwers        | 6    |
| 2.     | Frans van Kemenade | 1    |
| 2.     | Willy Schmidt      | 1    |
| 2.     | Dick Snoek         | 1    |
| Totaal | Totaal             | 9    |

| #              | Naam                        | Goal |
| -------------- | --------------------------- | ---- |
| 1.             | Martin Gorissen             | 3    |
| 1.             | Piet van Rooij              | 3    |
| 3.             | Jan Louwers                 | 2    |
| 3.             | Willy Schmidt               | 2    |
| 3.             | Frans Tebak                 | 2    |
| 6.             | Toon Feijen                 | 1    |
| 6.             | Jo Tebak                    | 1    |
| 6.             | Wim Verhoeven               | 1    |
| Eigen doelpunt |                             |      |
| –              | Rijk van Veldhuizen (LONGA) | 1    |
| Totaal         | Totaal                      | 16   |